# خس قلبي
الخس القلبي  أو رأس الزبدة[بحاجة لمصدر] (الاسم العلمي: Lactuca sativa var. capitata) أحد ضروب الخس البُستاني المأكول الأوراق. أوراقه بيضية قلبية متراكبة فارشة لاحفة، ضلعها متوسط الغلاظة والعُصارة.

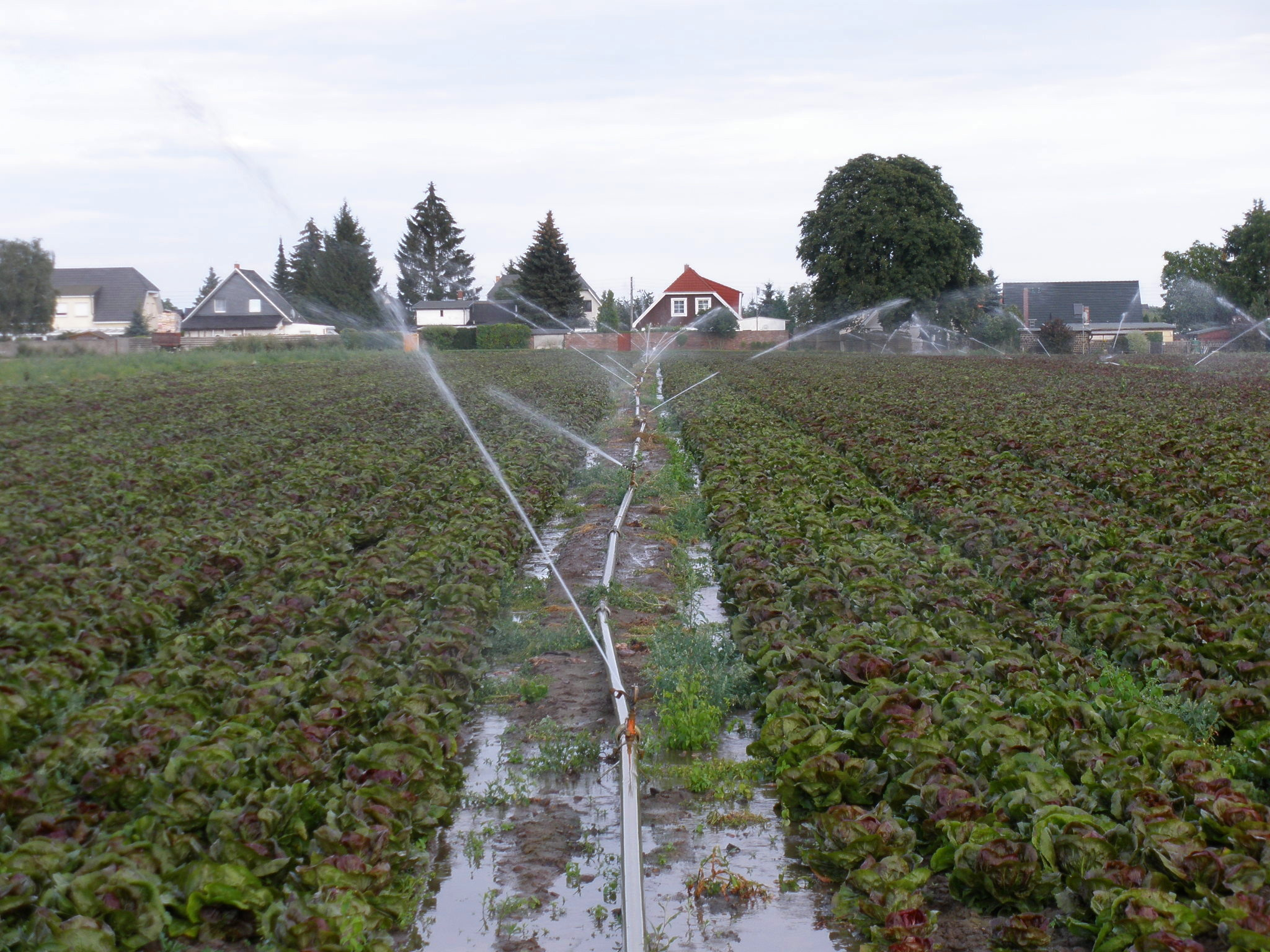
حقل خس قلبي

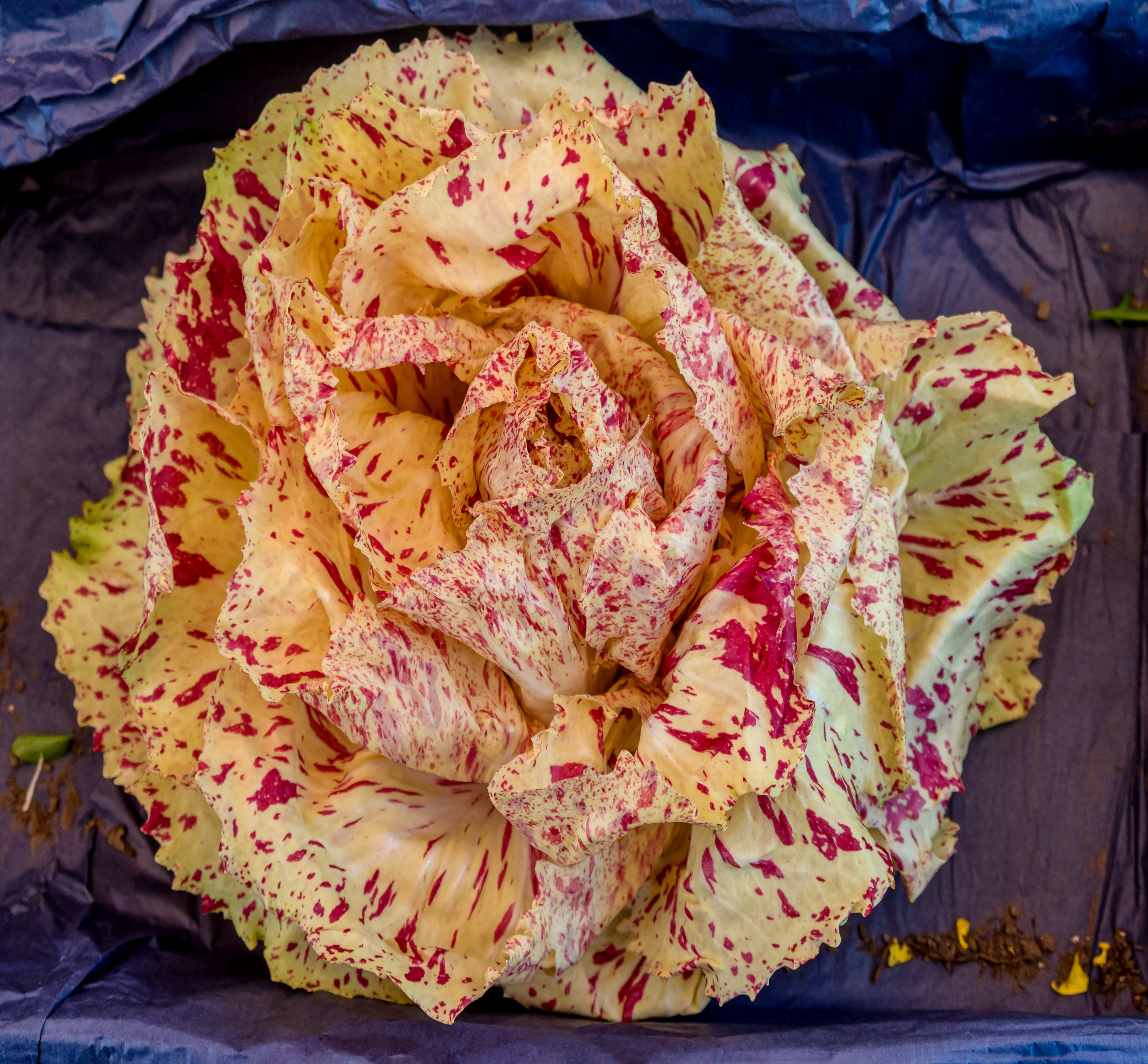
ضرب خس قلبي أصفر بلطخ حمراء

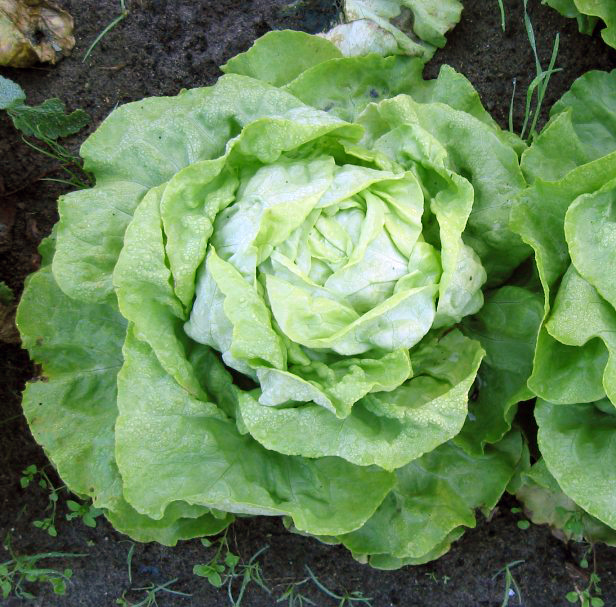
خس قلبي